# ماري ماين
ماري ماين (بالإنجليزية: Mary Main)‏ هي أستاذة جامعية وعالمة نفس أمريكية، ولدت في 1943.